# HD 115778
HD 115778，又名CP-59 4912，SAO 240756、HR 5024，是一颗恒星，视星等为6.18，位于銀經306.6，銀緯2.89，其B1900.0坐标为赤經13h 14m 12.8s，赤緯-59° 2.89′ 49″。